# Гардлер, Меган
Меган Элизабет Гардлер (англ. Meghan Elizabeth Gardler, род. 11 апреля 1988 года) — американская профессиональная баскетболистка.
Гардлер родилась в семье баскетбольного тренера Бада Гардлера. Она окончила старшую школу Кардинала О’Хара, где играла за местную баскетбольную команду и даже выбиралась самым ценным игроком Филадельфии Католик. С 2006 по 2009 год училась в Коннектикутском университете и выступала за баскетбольную команду «Коннектикут Хаскис». В её составе она дважды становилась чемпионом NCAA в 2009 и 2010 годах. По окончании университета переехала в Европу, где стала выступать на профессиональном уровне за шведский клуб «Умео Кометс». Позже выступала за люксембургские команды «Т-71 Дюделанж» и «Амикаль Штейнсель», дважды (в 2012 и 2014 годах) становилась обладательницей Кубка Люксембурга.
В 2014 году закончила карьеру баскетболиста и стала работать в финансовом секторе.